# Rathenauplatz (Frankfurt am Main)
Der Rathenauplatz ist ein Platz in der Innenstadt von Frankfurt am Main. Er geht nach Süden in den Goetheplatz über. Beide waren ursprünglich Teile des im Mittelalters angelegten Roßmarkts. Der nördliche Teil des Roßmarkts wurde seit 1780 Comoedienplatz oder Theaterplatz genannt, nach dem 1780 von Johann Andreas Liebhardt errichteten und 1904 abgerissenen ersten Frankfurter Stadttheater. In der Weimarer Republik wurde der Platz nach dem 1922 von nationalistischen und antisemitischen Terroristen ermordeten Reichsaußenminister Walther Rathenau benannt. Während der Zeit des Nationalsozialismus von 1933 bis 1945 trug er den Namen Horst-Wessel-Platz.
Der Rathenauplatz ist, bis auf die an seiner Westseite verlaufende Fahrbahn, Fußgängerzone. In den Platz münden drei Straßen: Von Norden die Börsenstraße, von Osten die Biebergasse und von Westen die Kalbächer Gasse, die im Allgemeinen nur unter ihrem mundartlichen Namen Freßgass bekannt ist. Im Süden geht der Rathenauplatz in den Goetheplatz über. Dieser Teil des Roßmarktes erhielt seinen Namen 1844, als hier das Goethedenkmal von Ludwig Schwanthaler errichtet wurde. Den Übergang der beiden Plätze bildet die Verbindungslinie des von Osten einmündenden Steinwegs und der nach Westen führenden Goethestraße.
Die Blockrandbebauung ist geprägt von monumentalen Gründerzeitbauten, die nach Kriegsbeschädigungen wiederaufgebaut und teilweise in den 1990er Jahren renoviert und umgebaut wurden, sowie von Geschäftshäusern im schlichten Stil der Wiederaufbauzeit der 1950er Jahre. Besonders markant ist das denkmalgeschützte Geschäftshaus Biebergasse 14, in dem sich von 1920 bis 1994 die renommierte Frankfurter Bücherstube befand.
Unter dem Rathenauplatz verlaufen Tunnel der S-Bahn Rhein-Main zwischen den Bahnhöfen Hauptwache und Taunusanlage und der U-Bahn-Linien U6 und U7 zwischen Hauptwache und Alte Oper. Auf dem Platz lagen von 1952 bis 1986, mit Unterbrechung während des Tunnelbaus 1969 bis 1976, Gleise der Städtischen Straßenbahn, die von der Linie 12 genutzt wurden.